# Josefin Olsson
Josefin Olsson, född 23 augusti 1989, är en svensk seglare. Olsson är från Nyköping och har seglat för Oxelösunds SS. Hon representerade Sverige i bland annat sommar-OS 2012, där hon slutade på 18:e plats i Laser Radial, och sommar-OS 2020.
År 2014 vann hon VM-silver i klassen och vid olympiska sommarspelen 2016 kom hon på en sjätteplats.
Under olympiska spelen i Tokyo 2020, som arrangerades 2021 på grund av coronapandemin, vann Olsson silvermedalj i Laser Radial.